# Gilberto Marquina López
Gilberto Marquina López (Las Palmas de Gran Canaria, Las Palmas, 21 de octubre de 1933 — Las Palmas de Gran Canaria, 16 de agosto de 2009) fue un militar español. Sirvió en la Legión, primero en el Tercio Gran Capitán (1.º de La Legión), luego mandó el Tercio Don Juan de Austria (3.º de La Legión) y finalmente se convirtió en el primer Jefe del Mando de La Legión (MALEG). También sirvió en Operaciones Especiales, en la Brigada de Paracaidistas y en el Centro Superior de Información de la Defensa.

## Formación
Cuarto hijo de cinco, quedó huérfano a los 3 años cuando su padre, el militar Manuel Marquina Calvo, murió el 24 de junio de 1937 en el Sitio de Oviedo.
Realizó el Ingreso y los cuatro primeros cursos de Bachillerato en el colegio Jaime Balmes de Las Palmas, y terminó el Bachillerato y la preparación para la Academia General Militar en el colegio de huérfanos de San Fernando en Carabanchel Bajo.
En 1951 inicia la carrera militar en la Academia General de Zaragoza.

## Carrera militar
- 1951: Caballero cadete en la Academia General
- 1953: Caballero alférez cadete en la Academia de Infantería
- 1955: Teniente
- 1964: Capitán
- 1975: Comandante
- 1982: Teniente coronel
- 1986: Coronel
- 1989: General de Brigada[3]

## Destinos
En 1956, siendo teniente, fue destinado al 4.º Tercio de la Legión Española, Alejandro Farnesio, en Alhucemas.  
Tras dos años en África, en 1958 pasó a servir en la Brigada Paracaidista, en diferentes destinos durante seis años: Alcalá de Henares, El Aiún, Las Palmas de Gran Canaria.
En 1959, mientras era agregado ECEC en Toledo, realiza la preparación de la Olimpiada de Roma.
Estuvo destinado en 1964 en el Regimiento de Infantería en Tenerife, y al año siguiente, 1965, pasa a servir en el Alto Estado Mayor en Madrid. En 1967 se casa en Tenerife con Dª. Carmen Elisa Reyes Fuentes.
En 1968 comienza a estudiar Historia del Arte, y vuelve a la Brigada de Paracaidistas en Alcalá de Henares en 1969. En 1970 ingresa en la Escuela de Estado Mayor en Madrid, y pasa al Alto Estado Mayor, también en Madrid, en 1973.
En 1977 es destinado como agregado a la Embajada de España en Roma, donde servirá tres años. Ya en España, trabaja desde 1980 en la Subsecretaría de Defensa, en Las Palmas de Gran Canaria, durante cuatro años.
En 1984 vuelve a ser destinado al extranjero, en este caso a la Agregaduría de Defensa en Argelia.
De vuelta en Canarias pasa a comandar en diciembre de 1987, como Coronel, el 3.º Tercio de la Legión, Don Juan de Austria, en Fuerteventura. 
Tras ascender a General de Brigada, siendo el general canario más joven, es nombrado el 8 de junio de 1989 Subinspector de la Legión y Gobernador Militar de Málaga.
El 13 de mayo de 1991 es nombrado Subdirector de Perfeccionamiento de la Dirección de Enseñanza del Mando de Personal del Ejército de Tierra.
En 1994 y ya en la reserva, se incorpora al Consejo Rector del Patronato de Huérfanos del Ejército de Tierra. Dos años más tarde, en 1996, es nombrado Presidente de la Hermandad de Antiguos Caballeros Legionarios de Las Palmas de Gran Canaria.

## Diplomas

### Diplomas nacionales
- Estado Mayor.
- Paracaidista.
- Mando de Unidades de Operaciones Especiales.

### Diplomas civiles
- Historia del Arte en la Universidad Complutense de Madrid (cuatro cursos)
- Preparador de Balónmano.

### Diplomas extranjeros
- Instrucción paracaidista y lanzamiento de cargas en Pau, Francia.
- Apertura manual en Pau, Francia.
- Cooperación Aeroterrestre en Baden-Os, Alemania.
- Inteligencia Operativa en Israel.
- Paracaidismo FAS de Estados Unidos.

## Cursos y actividades

### Cursos nacionales
- Adaptación a la Metodología en el Mando.
- Automovilismo.
- Profesor de Educación Física.
- Estadística.
- Carros de Combate.
- Inteligencia.
- Lucha contra la subversión en las FAS.
- De Mandos Superiores.

### Otras actividades
- 1956: 1.º puesto en el Campeonato de Tiro en el Tercio Alejandro Farnesio.
- 1957: 2.º puesto en el Campeonato de Pentatlón Militar en Melilla.
- 1960: Clasificado en Prueba previa a los Juegos Olímpicos de Roma.
- 1961: Destacamento 1.ª Bandera Paracaidista en el Aaiún.
- 1967: Operación SARRIO 1 con Marines de EE. UU. en Jaca.
- 1986: Visita oficial a los Campamentos del Polisario en 1986.
- 1991: Maniobras Training Cross con MEU 24 (EE. UU.) en Almería.

| Predecesor: José Manuel Frasquet Barber | Jefe de la Legión 8 de junio de 1989 - 21 de mayo de 1991 | Sucesor: Rafael Reig de la Vega |